# Bitwa pod Fleurus (16 czerwca 1794)
Bitwa pod Fleurus – starcie zbrojne, które miało miejsce 16 czerwca 1794 roku podczas wojny Francji z pierwszą koalicją.
Nowo utworzona Armia Sambry i Mozy dowodzona przez Jourdana, składająca się z 10 dywizji (95 000 żołnierzy) przeprawiła się 12 czerwca przez Sambrę - jedna dywizja obległa Charleroi, natomiast dwie dywizje pilnowały przepraw na Sambrze. Reszta armii (70 000 żołnierzy) rozłożyła się łukiem wokół Charleroi i oparła swe skrzydła o Sambrę (armii francuskiej towarzyszył członek Komitetu Ocalenia Publicznego Louis de Saint-Just).
W odpowiedzi z Nivelles ruszyła armia austriacko-holenderska (60 000 żołnierzy) dowodzona przez księcia Orańskiego. Wobec przeważających sił przeciwnika prawe skrzydło francuskiej armii cofnęło się i odsłoniło skrzydło francuskiego centrum. Ponieważ na lewym skrzydle Francuzi odnieśli sukces, Jourdan wykorzystał to i przegrupował siły, by dokonać próby rozerwania centrum nieprzyjaciela. Próba ta jednak nie powiodła się i toczący walkę we mgle Francuzi pod naporem sprzymierzonych zmuszeni zostali do odwrotu za Sambrę, tracąc 3 000 żołnierzy. Sprzymierzeni, którzy uważali, że trwale wyparli Francuzów, wrócili do Nivelles.